# Игельстрёмы
Игельстрёмы (Игельстромы, фон Игельштром, швед. Igelström) — дворянский (баронский, графский) род шведского происхождения, принадлежавший к остзейскому дворянству.

## Происхождение и история рода
Родоначальник — шведский полковник Гаральд Бенгтсон, который в 1645 г. был возведён в дворянское достоинство Шведского королевства под фамилией Игельстром. Его потомки владели поместьями в Лифляндии, Эстляндии и находились на шведской и польской, а со второй половины XVIII в. и на российской службе.
В 1739 г. пять правнуков Гаральда, польских офицеров, возведены в баронское достоинство Речи Посполитой. Среди них:
- Густав Генрих фон Игельштром (1695—1771)[1], лифляндский ландрат, от которого происходит наиболее заметная ветвь рода
  - Барон Осип Андреевич (Otto Heinrich) (1737—1823), генерал-аншеф, кавалер всех российских орденов, посланник Екатерины II в Стокгольме и Варшаве. Возведён саксонским курфюрстом Фридрихом-Августом с двумя братьями 18/29 июня 1792 года в графское Священной Римской империи достоинство.
  - Барон Гаральд-Густав (1733—1804), польский камергер, владелец имения Каббин близ Дерпта, был женат на двух родных сёстрах — племянницах фельдмаршала Миниха.
    - Граф Александр Евстафьевич (Alexander) (1770—1855), генерал-майор; женат на графине Юлии Дуглас (1781—1833), дочери последнего графа Дугласа из прибалтийской ветви этого рода.
      - Граф Егор Александрович (1810—1890), подполковник; женат на грф. Екатерине Ивановне Мусиной-Пушкиной, падчерице канцлера А. М. Горчакова

    - Густав Густавович (1775—1845), генерал-майор; 1-я жена Текля Чеховская; 2-я жена Роксолана Пронтницкая
      - Константин Густавович (1799—1851), декабрист
      - Артур Густавович (1820—1883), генерал-лейтенант
      - Виктор Густавович (1823—1880), генерал-майор
        - Андрей Викторович (1860—1928), публицист, автор статей в Энциклопедии Брокгауза и Эфрона

      - Генрих Густавович (1825—1899), генерал от инфантерии, владелец усадьбы Вонлярово
      - София Густавовна, жена штабс-ротмистра Клястицкого гусарского полка Адама Вельбутовича-Паплонского (Поклонского), бабушка В. А. Слепцова.

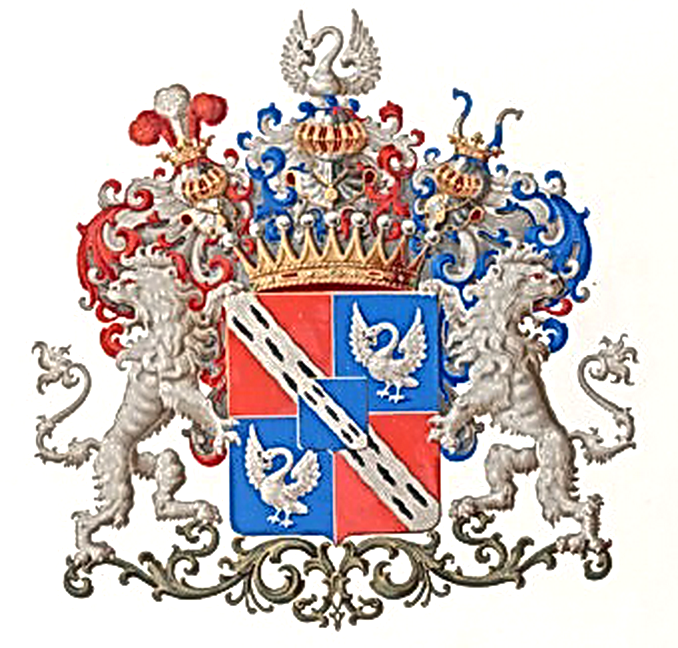
Герб графов Игельштром (ОГ, XI-50)

Щит четверочастный со щитом в середине. В первой и четвёртой, червлёных частях, серебряная волнообразная перевязь, обременённая пятью чёрными пиявицами, 2, 1, 2. Во второй и третьей, лазоревых частях, серебряный лебедь, держащий в клюве, чёрную пиявицу. В среднем, лазоревом щите, серебряная волнообразная перевязь, обременённая пятью чёрными пиявицами, 2, 1, 2. Щит увенчан Графскою короною и тремя Графскими шлемами: первый — украшен лазоревым и серебряным витком, а другие — дворянскими коронами. Нашлемники: первый — возникающий серебряный лебедь, держащий в клюве, чёрную пиявицу. Второй три страусовых пера, среднее — серебряное, а боковые — червлёные. Третий два буйволовых рога, пересечённые: первый — лазурью и серебром, второй — серебром и лазурью. Намёты: средний — справа лазоревый, с серебром, слева — червлёный, с серебром; правый намёт — червлёный с серебром, левый — лазоревый с серебром. Щит держат два серебряных льва с червлёными глазами и языками и с обращёнными головами.